# Csang Kaj-sek (puska)
A 24-es típusú puska (二四式), más nevein Csang Kaj-sek puska, Generalissimo puska vagy Csungcseng (Zhongzheng) típus (中正式) a Kínai Köztársaság 1930-as évekbeli vezetőjéről, Csang Kaj-sekről kapta a nevét. A fegyver a német Karabiner 98k elődjének, a Gewehr 98-nak a másolata volt. A fegyver előgyártása 1935-ben indult el, a Köztársaság 24. esztendejében, ezért kapta a 24-es típus nevet. A fegyvert nemsokára átnevezték Csungcseng (Zhongzheng) névre, és az év végére a tömeggyártása is beindult.

## Története

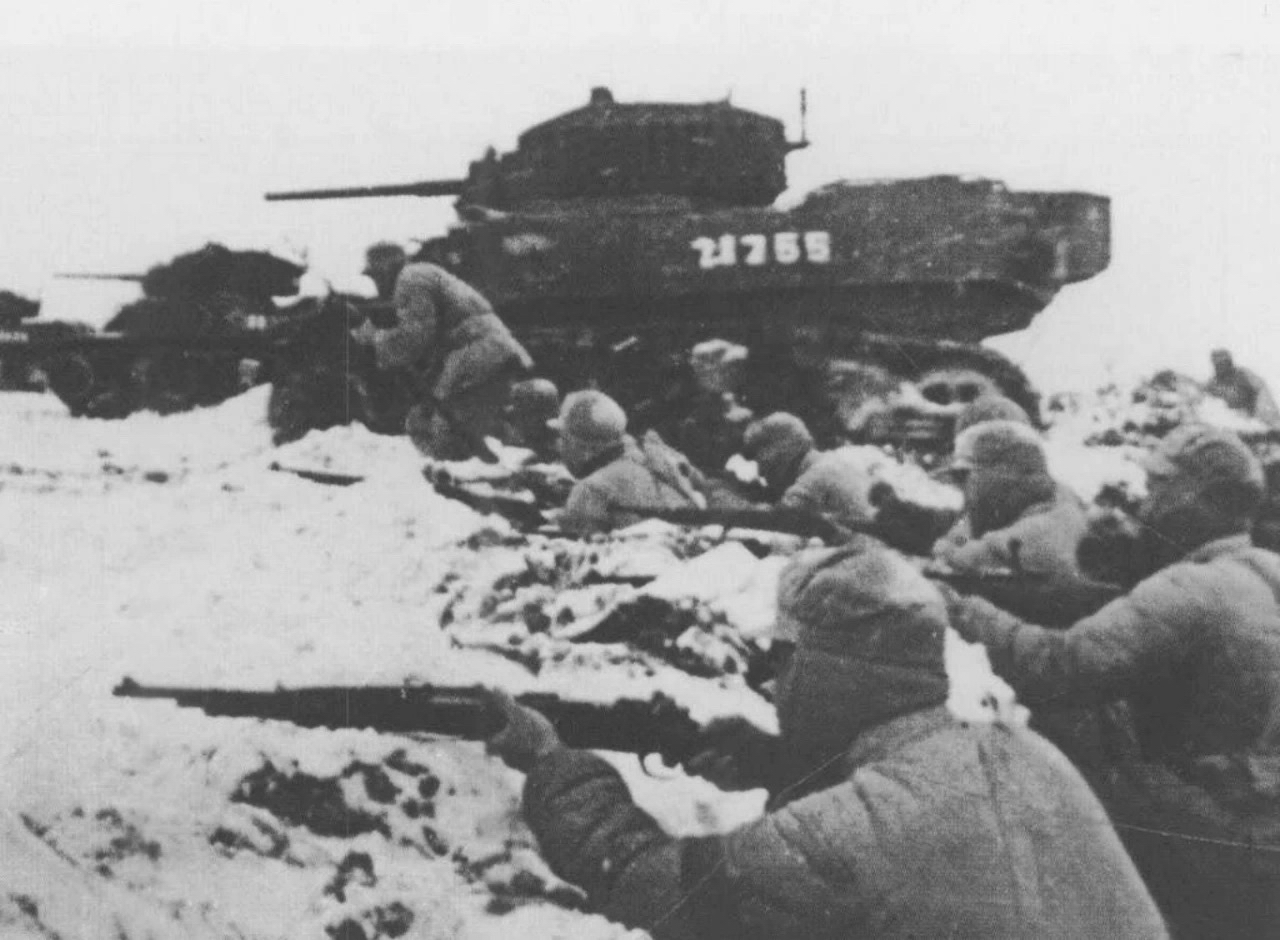
Kommunista katonák támadják a nacionalista állásokat a kínai polgárháborúban, a katonáknál 24-es típusú puskák láthatók

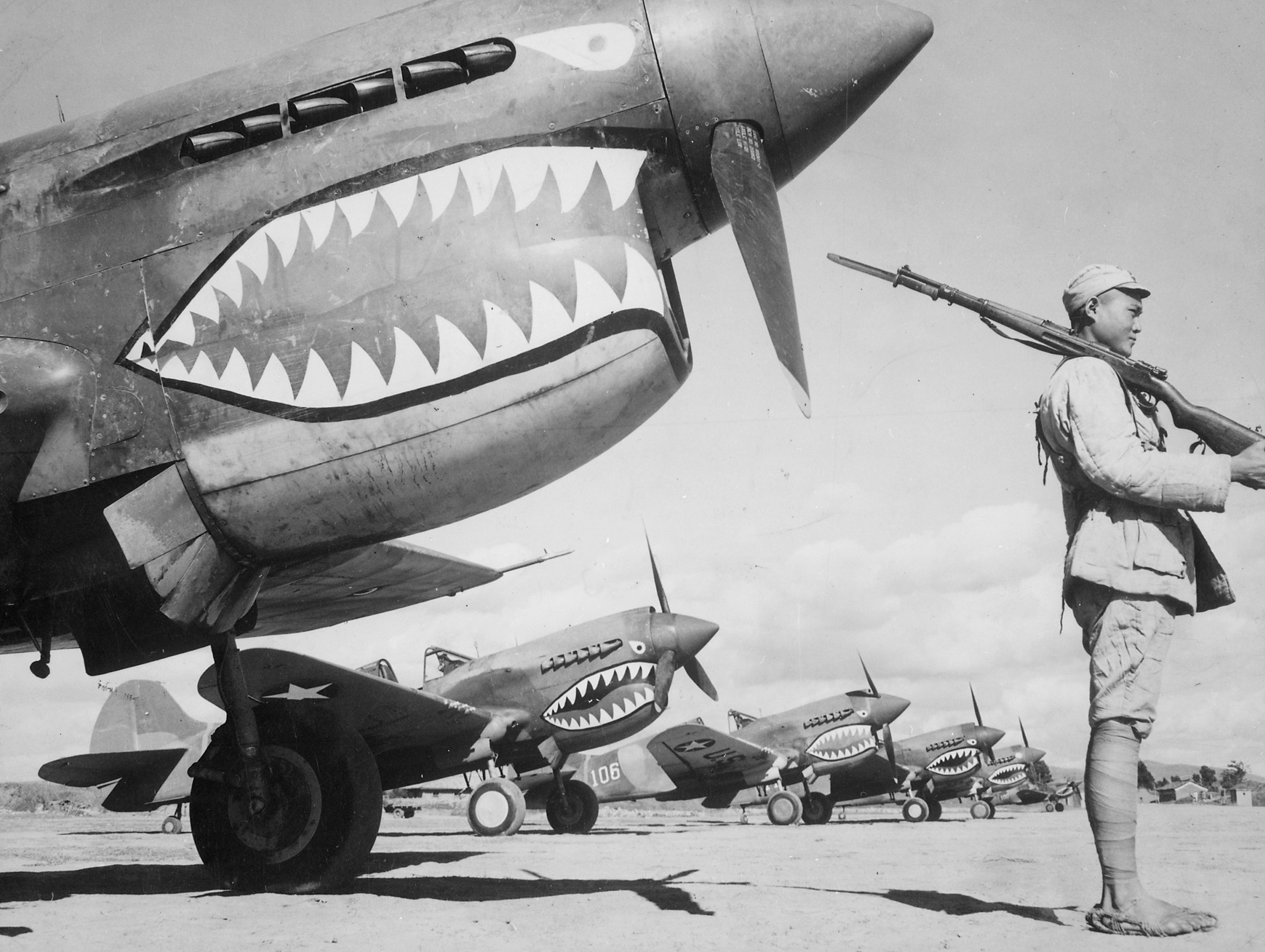
A Nemzeti Forradalmi Hadsereg katonája egy 24-es típusú puskával őrködik egy amerikai P–40 Warhawk mellett

A puska a kínai nacionalisták egyik alapvető fegyverének számított. A Karabiner 98k-hoz hasonlóan a Gewehr 98 könnyített és rövidített változata volt. A minősége igen változó volt: egyes típusok kiváló minőségűek voltak, míg mások gyatrán elkészítettek. Habár 1935-ben rendszeresítették, a kínai ipar alacsony munkatermelékenysége miatt igen kisszámú darab készült el belőle. A helyzet a második kínai–japán háborúval változott meg, amikor a Csungking (Chongqing)ba és Kunmingba költöztetett hadipar egyre nagyobb mennyiséget gyártott a fegyverből. A Csungking (Chongqing)ot ért japán bombázások alig érintették a fegyver gyártását, ugyanis sok gyártósort a föld alá költöztettek. A háború idején a fegyvert csak a Közép-Kínai Hadsereg nem német kiképzést kapó egységei használták, míg a német kiképzést kapók a Karabiner 98k-t. Az ötvenes évekre a fegyvert amerikai felszerelés váltotta fel, mint például az M1 Garand, az M1 Carbine vagy a Thompson géppisztoly.
A Csungcseng (Zhongzheng) utolsó harctéri bevetése a kínai kommunista Népi Önkéntes Hadsereg nevéhez fűződik, amely a koreai háború idején használta a puskát. A fegyver nevéhez fűződő legnagyobb siker Tung Cse-je őrmester nevéhez fűződik, aki saját bevallása szerint mintegy 100 japán katonát lőtt le a puska távcsöves változatával.

## Fordítás
- Ez a szócikk részben vagy egészben  a   Chiang Kai-shek rifle című angol Wikipédia-szócikk ezen változatának fordításán alapul.  Az eredeti cikk szerkesztőit annak laptörténete sorolja fel. Ez a jelzés csupán a megfogalmazás eredetét és a szerzői jogokat jelzi, nem szolgál a cikkben szereplő információk forrásmegjelöléseként.